# Wołoszczyzna (rejon przemyślański)
Wołoszczyzna – wieś na Ukrainie w rejonie lwowskim (do 2020 roku w rejonie przemyślańskim) należącym do obwodu lwowskiego.

## Położenie
Na podstawie Słownika geograficznego Królestwa Polskiego i innych krajów słowiańskich: Wołoszczyzna to wieś w powiecie bóbreckim, 6 km na zachód od Bóbrki .